# Brunneriana
Brunneriana is een geslacht van rechtvleugeligen uit de familie sabelsprinkhanen (Tettigoniidae). De wetenschappelijke naam van dit geslacht is voor het eerst geldig gepubliceerd in 1923 door Uvarov.

## Soorten
Het geslacht Brunneriana omvat de volgende soorten:
- Brunneriana ceylonica Brunner von Wattenwyl, 1895
- Brunneriana liturata Walker, 1869
- Brunneriana opaca Walker, 1869
- Brunneriana pustulata Walker, 1870
- Brunneriana signatipes Uvarov, 1923